# Кандамо, Франсиско
Франси́ско Анто́нио де Ба́нсес и Ло́пес Канда́мо (исп. Francisco Antonio de Bances y López-Candamo; 26 апреля 1662, Авилес — 8 сентября 1704, Лесуса) — испанский драматург.
Занимал придворную должность; под конец жизни впал в немилость и умер в изгнании, в такой бедности, что его похоронили за счет того прихода, где он жил. Оставшиеся после Кандамо связки рукописей были проданы за несколько реалов. Наиболее продолжительным успехом из драм Кандамо пользовалась «El esclavo en grillo de oro» («Невольник в золотых цепях»). Лучшими из его драм считаются: «Рог su rey y por su dama» и «La restauracion de Buda».
В целом Кандамо подражает Кальдерону. Завязка у него большей частью остроумна, фабула замысловата, но мало движения. Он дал решительный толчок так называемой Zarzuelas — драматической форме, существовавшей ещё до него и получившей своё название от королевской резиденции близ Мадрида, где были впервые поставлены подобные пьесы, для забавы Филиппа II. Это — нечто среднее между драмой и оперой, что-то вроде водевиля или музыкального фарса. Сборник драматических произведений Кандамо вышел уже после его смерти (Мадрид, 1728).